# Styx (rivière de Nouvelle-Zélande)
Pour les articles homonymes, voir Styx.
La rivière Styx (en anglais : Styx River) est un cours d'eau de la région de la  West Coast située dans l'Île du Sud de la Nouvelle-Zélande.

## Géographie
Elle s'écoule vers l'ouest sur 16 km à partir du col de Styx Saddle et se jette dans la rivière Kokatahi, en passant sur la majorité de son parcours à travers un paysage de bush natif.